# Diocèse de Guarenas
Le diocèse de Guarenas (en latin : Diœcesis Guarenensis ; en espagnol : Diócesis de Guarenas) est un diocèse de l'Église catholique au Venezuela, suffragant de l'archidiocèse de Caracas.

## Territoire

Carte des diocèses du Venezuela avec le diocèse de Guarenas en rouge

Le diocèse est situé dans une partie de l'État de Miranda, l'autre partie étant dans le diocèse de Los Teques. Il possède un territoire de 5 186 km2 avec 24 paroisses. Le siège épiscopal est à Guarenas où se trouve la cathédrale de Notre-Dame de Copacabana (es).

## Histoire
Le diocèse est érigé le 30 novembre 1996 par la bulle pontificale Maiori Christifidelium du pape Jean-Paul II en prenant sur le territoire du diocèse de Los Teques.

## Évêques
- Gustavo García Naranjo (1996-  )

## Sources
- www.catholic-hierarchy.org